# Martin Potter
Martin Potter (Egyesült Királyság, Anglia, Nottingham, 1944. október 4. –) angol színész. 
Bő két évtizedet felölelő pályafutása zömét televíziós produkciók teszik ki. Leghíresebb mozifilmes szerepe Encolpius megformálása volt Federico Fellini Fellini-Satyricon című drámájában.

## Pályafutása
24 éves korában kezdett filmezni, először televíziós produkciókban. A nagy kiugrás lehetőségét Federico Fellini biztosította számára, amikor Terence Stamp helyett – aki akkor épp nem ért rá – őt kérte fel Encolpius szerepére Fellini-Satyricon című filmjébe. Martin alakítására a szakmabeliek is felfigyeltek, ám a fiatalember nem tudott élni a lehetőségeivel, és néhány év alatt visszasüllyedt szakmája középmezőnyébe. 
Filmjei közül érdemes megemlíteni például a The Only Way című koprodukciós drámát, amely azokról a dánokról szól, akik a második világháború idején hazájuk zsidó származású állampolgárainak mentésével foglalkoztak. A hírhedt orosz sarlatán, Raszputyin merénylőjét, Juszupov herceget alakította Franklin J. Schaffner Cárok végnapjai című történelmi drámájában. Szerepelt néhány kevésbé jelentős horrorban, illetve A nagy álom című Raymond Chandler-krimi 1978-as filmváltozatában. Nottinghami születését figyelembe véve testhezálló szerep volt számára Robin Hood megformálása egy népszerű, 1975-ös tévésorozatban. Ironikus, hogy míg 1968-ban a fiatal Nérót alakította a The Caesars című sorozat egyik epizódjában, addig 1985-ben, az A. D. című szériában már Néró ellenfelét, Gaius Calpurnius Pisót formálta meg. 
Az 1990-es évektől kezdve teljesen eltűnt a mozivászonról és a tévé képernyőjéről, 2006-ban azonban a The Outsiders című tévéfilmben ismét a kamerák elé állt.

## Filmjei
- 1968 ITV Playhouse (tévésorozat: a The Bonegrinder című epizódban)
- 1968 Theatre 625 (tévésorozat: a The Year of the Sex Olympics című epizódban)
- 1968 The Caesars (tévésorozat: a Sejanus című epizódban)
- 1969 Fellini-Satyricon
- 1970 Goodbye Gemini
- 1970 Olive (tévéfilm)
- 1970 The Only Way
- 1971 Cárok végnapjai (Nicholas and Alexandra); Feliksz Juszupov herceg
- 1972 All Coppers Are…
- 1973 Craze
- 1975 The Legend of Robin Hood (tévésorozat)
- 1976 Satan's Slave
- 1977 Cruel Passion
- 1978 A nagy álom (The Big Sleep)
- 1978 The Famous Five (tévésorozat: a Five Get Into a Fix című epizódban)
- 1979 Lady Oscar
- 1981 The Borgias (tévésorozat)
- 1982 Nanny (tévésorozat: a Fathers című epizódban)
- 1983 Ki vagy, doki? (Doctor Who) (tévésorozat, 3 epizódban)
- 1983 The Comic Strip Presents… (tévésorozat: a Summer School című epizódban)
- 1985 A. D.  (tévésorozat)
- 1987 Gunpowder
- 1988 All Creatures Great and Small (tévésorozat: a Two of a Kind című epizódban)
- 2006 The Outsiders (tévéfilm)